# دهستان زرانگوش
دهستان زرانگوش، یکی از دهستان های لر زبان  شهرستان بدره در استان ایلام ایران است. مرکز این دهستان، روستای زرانگوش است.

## جمعیت
بر پایه سرشماری عمومی نفوس و مسکن در سال ۱۳۹۵، جمعیت دهستان زرانگوش برابر با ۳٬۵۵۸ نفر بوده‌است.